# Jind

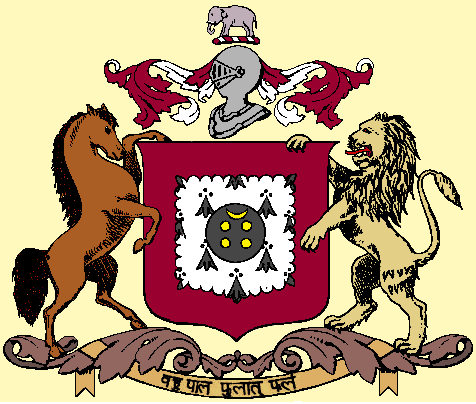
Escut

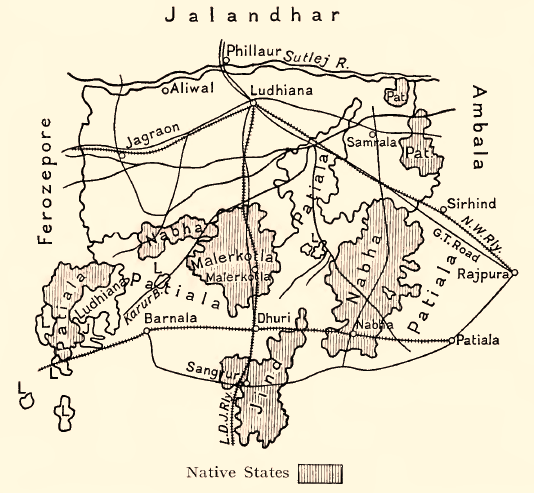
Patiala, Nabha, Malerkotla, Jind i el Districte de Ludhiana al 1911.

Jind fou un principat tributari protegit del grup d'estat phulkians al Panjab. La superfície era de 3.424 km².

## Geografia
Estava format per tres districtes: Sangrur, Jind i Dadri, el primer enclavat en mig dels altres estats phulkians (Patiala i Nabha), a la regió coneguda com a Jangal. La capital de l'estat era Sangrur. El districte de Jind estava rodejat pels districtes britànics de Karnal i Rohtak, a la regió anomenada Bangar; al sud, separat pel districte de Rohtak, hi havia el districte de Dadri, part al Bangar i part a la regió d'Haryana. El riu principal de l'estat era poc més que un torrent, el Choya, que passava per Sangrur; altres rius més petits eren el Jhambuwali i el Dohan. En general el territori era pla i baix.
L'estat tenia 7 ciutats i 439 pobles i la seva població era:
- 1881: 249.862
- 1891: 284.560
- 1901: 282.003
- 1931: 324.676

Administrativament estava format per dos nizamats (províncies o districtes) i tres tahsils:
- Sangrur (tahsil de Sangrur)
- Jind (thasils de Jind i Dadri)

La capital era Sangrur, i ciutats principals eren Jind (ciutat), Dadri i Kaliana. Municipalitats eren Sangrur, Jind, Safidon i Dadri. Tres quarts de la població eren hindús i 10,5% sikhs, sent musulmans el 14%. La llengua comuna era el bangru o els seus dialectes bagri i ahirwati, parlant-se també el panjabi. El 33% de la població eren jats, tribu dels sidhu, i altres grups importants eren els rajputs i els ahirs.

## Història
El raja era descendent de Sukh Chain, net de Phul, l'ancestre de totes les família phulkianes, que inicialment només era un notable rural. Suk Chain va fundar Balanwali i va dominar alguns territoris en la confusió que va seguir la invasió d'Ahmad Shah Durrani després del 1747; a la seva mort el 1751 la ciutat de Balanwali va passar al seu fill gran Alam Shah; Badrukhan va passar al seu fill segon Gajpat Singh; i el tercer Bulaki va rebre Dyalapura.
Alam Shah va morir el 1754 i Balanwali va passar a Gajpat Singh que el 1755 va conquerir les parganes imperials de Jind ai Safidon, assolant Panipat i Karnal, però sense prou poder per ocupar-les de manera permanent encara. El principat es va crear el 1763, quan els sikhs van ocupar Sirhind al governador afganès i es van repartir la província i Gajpat Singh no va tardar a establir-se a Jind (1766) si bé nominalment restava vassall de l'imperi mogol i pagava el tribut; el 1772 va obtenir un firman imperial que li concedia el títol de raja. El 1774, a causa d'un conflicte amb el raja de Nabha, va atacar i ocupar Amloh, Bhadson i Sangrur, que estaven en territori de Nabha i encara que el raja de Patiala el va obligar a retornar les dues primeres ciutats, va aconseguir conservar la tercera que en endavant va formar part del principat de Jind.
El 1775 les forces imperials van intentar recupera Jind però els tres rages phulkians es van unir per oposar-s'hi, i ho van aconseguir. Gajpat Singh va construir llavors una fortalesa a Jind i una mica després es va unir al raja de Patiala en una invasió a Rohtak; però els mogols encara eren prou forts per obligar-los a renunciar a la major part de les seves conquestes si bé Jind va conservar Panjgirain. Altra vegada el 1780 els aliats van passar a l'ofensiva i van atacar Meerut però foren rebutjats i Gajpat Singh va caure presoner d'un general mogol i només fou alliberat contra el pagament d'un fort rescat. Va morir el 1789 i el van succeir els seus fills, Bhag Singh a Jind i Safidon, i Bhup Singh a Badrukhan.
Raja Bhag Singh es va mantenir a distància de l'aliança contra els britànics el 1803, i derrotat Daulat Rao Sindhia, Lord Lake li va agrair la neutralitat confirmant-lo en el títol de raja i en les terres de Gohana que havien estat concedides als marathes. Va acompanyar a Lord Lake fins al Beas perseguint a Jaswant I Rao Holkar i fou enviat com ambaixador al maharaja Ranjit Singh (fill de la germana de Bhag Singh, de nom Raja Kaur) exigint la seva neutralitat i desaconsellant ajudar o asilar al raja Jaswant; aquest es va veure privat del suport de Ranjit i va haver d'abandonar Panjab i Bhag Singh va rebre com a recompensa la pargana de Bawana al sud-oest de Panipat.
Les interferències de Ranjit Singh als estats phulkians es poden seguir a Patiala. Bhag Singh va rebre de son cunyat Ranjit Singh alguns territoris que després van formar part del districte de Ludhiana, incloent Jandala, Raikot, Bassian i Jagraon. Bhag, incapacitat els darrers anys, va morir el 1819 després d'un regnat de 36 anys i el va succeir el seu fill Fateh Singh, mort el 1822, quan va pujar al tron el seu fill Sangat Singh, que per un temps va haver d'abandonar la seva capital en els conflictes del seu temps; va morir jove el 1834 i la qüestió de la seva successió fou finalment arranjada el 1837 quan Sarup Singh de Bazidpur, un cosí segon del difunt, fou reconegut com a raja de Jind i nou parganes més, amb 322 pobles, és a dir el territori que dominava Gajpat Singh; els territoris adquirits més tard del 1789 foren annexionats pels britànics. En aquestos temps es van patir fams importants el 1783, 1803, 1812, 1824 i 1833.
Abans d'esclatar la primera Guerra Sikh el raja de Jind era aliat de Patiala contra raja Deondar Singh de Nabha; però envers els britànics no era gaire amistós fins que una multa a temps li va recordar les seves obligacions (1845) i durant la guerra es va comportar lleialment i va aportar tropes i subministraments rebent en recompensa terres mentre que la multa anteriorment imposada li fou condonada. Poc després es van afegir algunes terres més per compensar l'abolició de les taxes de trànsit. El 1847 va rebre un sanad pel que el govern britànic s'obligava a no demanar mai més ni a ell ni als seus successors, un tribut a canvi de tropes i al mateix temps el raja va prometre ajudara sla britànics per tots els mitjans, en cas de guerra, i a prohibir l'esclavatge i l'infanticidi als seus dominis.
Quan va esclatar la Segona Guerra Sikh (1848) raja Sarup Singh va oferir totes les seves tropes i després va anar en persona a Lahore per dirigir als seus homes. En la crisi del 1857 va ser també d'ajut, defensant el cantonment de Karnal amb 800 homes i controlant el ferry entre el Jumna i Baghpat a uns 32 km al nord de Delhi, el que va permetre a la força de Meerut unir-se a la columna de Sir H. Barnard. Va estar present a la batalla d'Alipur però a finals del juny de 1858 va haver de tornar a Jind, ja que els rebels d'Hansi, Rohtak i Hissar havien revoltat algunes comarques. Va retornar a Delhi el 9 de setembre i va tenir part destacada en l'assalt final a la ciutat sent a més molt actiu en enviar provisions a les forces assetjants i en mantenir obertes les línies de comunicacions, a més de preservar l'orde als seus propis dominis. Caiguda Delhi va enviar 200 homes al general Van Cortlandt a Hansi, i altres 200 al coronel R. Lawrence a Jhajjar, mentre 250 van restar de guarnició a Rohtak. En agraïment el 1859 va rebre el territori de Dadri (uns 1550 km²) confiscats al deslleial nawab de Bahadurgarh, i 13 pobles a la pargana de Kularan, propera a Sangrur, ciutat on el raja va instal·lar la seva capital; a més li van donar una casa a Delhi valorada en sis mil rúpies i la seva salutació fou apujada a onze canonades; tanmateix els tres rages phulkians van rebre un sanad garantint el dret d'adopció als seus estats (legalitzant les adopcions que s'havien fet als estats de Nabha i Patiala).
Sarup Singh va morir el 1864 i el va succeir el seu fill Raghubir Singh, que només pujar al tron va sufocar una revolta del territori recent adquirit de Dadri, on la població no estava d'acord amb les noves taxes, basades en el sistema britànic, però més altes que en territoris veïns. 50 pobles es van revoltar però Raghubir va agafar dos mil homes armats i es va dirigir a Charki, poble que era el centre de la rebel·lió, que va conquerir a l'assalt; al cap de sis setmanes el país havia quedat pacificat. El raja va ajudar els britànics en la revolta de Kuka el 1872, i quan va esclatar la segona Guerra Angloafganesa (1878) el govern britànic va acceptar el seu oferiment d'un contingent que va fer bons serveis en les línies de comunicacions. En recompensa va rebre el títol de Raja-i-Rajgan de manera perpètua. El raja va oferir també un contingent per la campanya d'Egipte de 1882, però l'oferta fou declinada amb un reconeixement de la lleialtat del raja. Raja Raghubir Singh va fer diverses coses per millorar el país, i entre elles va reconstruir la ciutat de Sangrur seguint l'exemple de Jaipur (ciutat); també va fer millores a Jind, Dadri i Safidon.
Va morir el 1887, deixant un net, Ranbir Singh, que el va succeir amb 8 anys, sota un consell de regència; va rebre plens poders el novembre de 1899. L'agent del tinent governador a Jind era al mateix temps agent polítics pels estats phulians i Bahawalpur i tenia seu a Patiala. Ranbir Singh va morir el 1948 i el seu fill Rajbir Singh va accedir a l'Índia.

## Feus
El principal feudatari era el sardar de Badrukhan, territori governat per una branca menor de la família 

## Exèrcit i policia
L'exèrcit estava format per un batalló del Servei Imperial d'Infanteria de 600 homes i una força local de 220 cavallers, 560 infants i 16 canons. La policia el 1903 era de 405 homes i la policia rural de 523.

## Llista de rages
- Raja Gajpat Singh 1763-1789 (+ 11 de novembre de 1789)
- Raja Bhag Singh 1789-1819 (fill)
  - Rani Sri Sobrahi Kaur (reina regent) 1813-1814
- Raja Fateh Singh (regent 1814-1919) 1819-1822 (fill) (+ 3 de febrer de 1822)
- Raja Sangat Singh 1822-1834 (fill) (+ amb 23 anys el 2 de novembre de 1834)
  - Rani Sri Mai Sahib Kaur, reina regent 1822-1827
- Interregne 1834-1837
  - Rani Sri Mai Sahib Kaur reina regent (segona vegada) 1834-1837
- Raja Sarup Singh 1837-1864 (+ 26 de gener de 1864 amb uns 50/52 anys) (branca de Bazidpur)
- Raja-i-Rajgan Raghubir Singh 1864-1887 (fill) (+ 7 de març de 1887).
- Farzand-i-Dilband Rasikh-ul-Itikad Daulat-i-Inglishia Raja-i-Rajgan Maharaja Sir Ranbir Singh Rajendra Bahadur 1887-1948 (+31 de març de 1948) (fill de Balbir Singh i net de Raghubir Singh)
- Maharaja Rajbir Singh 1948-1949 (+ després de 1949)